# 1994–1995-ös észt labdarúgó-bajnokság (első osztály)
Az 1994–1995-ös észt labdarúgó-bajnokság az észt labdarúgó-bajnokság legmagasabb osztályának 4. bajnoki éve volt. A pontvadászat 8 csapat részvételével zajlott.
A lebonyolítás annyiban változott, hogy a 8 csapat oda-visszavágós alapon megmérkőzött egymással és így lezárult az alapszakasz. Az első kört követően a legjobb 6 csapat folytathatta a bajnoki címért folytatott harcot és magukkal vitték a megszerzett pontjaik felét, míg az utolsó két együtteshez csatlakozott a másodosztályból 1995 tavaszán felkerülő négy csapat és ők a kiesés elkerülése ellen játszottak.
A bajnokságot a Flora Tallinn nyerte az ezüstérmes Lantana Tallinn, és a bronzérmes FC Narva Trans előtt. A Norma Tallinn, és az FC DAG Tartu kiesett.

## Alapszakasz
| Hely | Csapat                   | M  | Gy | D | V  | RG | KG | P     |
| ---- | ------------------------ | -- | -- | - | -- | -- | -- | ----- |
| 1    | FC Flora Tallinn         | 14 | 10 | 4 | 0  | 32 | 4  | 34/17 |
| 2    | FC Lantana Tallinn       | 14 | 10 | 3 | 1  | 44 | 7  | 33/17 |
| 3    | FC Narva Trans           | 14 | 7  | 5 | 2  | 23 | 9  | 26/13 |
| 4    | Sadam Tallinn            | 14 | 7  | 4 | 3  | 29 | 11 | 25/13 |
| 5    | JK Eesti Põlevkivi Jõhvi | 14 | 5  | 3 | 6  | 25 | 16 | 18/9  |
| 6    | FC Norma Tallinn         | 14 | 3  | 1 | 10 | 9  | 51 | 10/5  |
| 7    | PJK Kalev                | 14 | 2  | 1 | 11 | 12 | 35 | 7     |
| 8    | FC DAG Tartu             | 14 | 1  | 1 | 12 | 6  | 47 | 4     |

† – A megszerzett pontok felét magukkal vitték a csapatok a második körbe

## A bajnokság végeredménye

### Felsőház
| Hely | Csapat                   | M  | Gy | D | V | RG | KG | P          |
| ---- | ------------------------ | -- | -- | - | - | -- | -- | ---------- |
| 1    | FC Flora Tallinn         | 10 | 7  | 3 | 0 | 27 | 6  | 24(+17)=41 |
| 2    | FC Lantana Tallinn       | 10 | 7  | 2 | 1 | 26 | 9  | 23(+17)=40 |
| 3    | FC Narva Trans           | 10 | 4  | 1 | 5 | 9  | 15 | 13(+13)=26 |
| 4    | Sadam Tallinn            | 10 | 4  | 0 | 6 | 11 | 14 | 12(+13)=25 |
| 5    | JK Eesti Põlevkivi Jõhvi | 10 | 4  | 0 | 6 | 17 | 24 | 12(+09)=21 |
| 6    | FC Norma Tallinn         | 10 | 1  | 0 | 9 | 6  | 28 | 03(+05)=08 |

### Alsóház
| Hely | Csapat                  | M  | Gy | D | V | RG | KG | P  |
| ---- | ----------------------- | -- | -- | - | - | -- | -- | -- |
| 1    | JK Tervis Pärnu         | 10 | 7  | 1 | 2 | 32 | 8  | 22 |
| 2    | PJK Kalev               | 10 | 6  | 0 | 4 | 35 | 24 | 18 |
| 3    | Tallinna Jalgpalliklubi | 10 | 6  | 0 | 4 | 20 | 20 | 18 |
| 4    | FC Dünamo Tallinn       | 10 | 4  | 3 | 3 | 43 | 16 | 15 |
| 5    | FC Lelle                | 10 | 3  | 1 | 6 | 8  | 44 | 10 |
| 6    | FC DAG Tartu            | 10 | 0  | 3 | 7 | 8  | 34 | 3  |

## Góllövőlista élmezőnye
| Hely | Játékos           | Csapat                   | Gólok |
| ---- | ----------------- | ------------------------ | ----- |
| 1    | Szerhij Morozov   | FC Lantana Tallinn       | 25    |
| 2    | Ričardas Zdančius | FC Flora Tallinn         | 12    |
| 3    | Sergei Afanasyev  | JK Eesti Põlevkivi Jõhvi | 11    |
| 4    | Toomas Krõm       | FC Flora Tallinn         | 9     |
| 4    | Dmitri Ustritski  | Sadam Tallinn            | 9     |
| 4    | Maksim Gruznov    | FC Lantana Tallinn       | 9     |
| 7    | Andrei Krõlov     | Sadam Tallinn            | 8     |
| 7    | Juri Braiko       | JK Eesti Põlevkivi Jõhvi | 8     |
| 7    | Martin Reim       | FC Flora Tallinn         | 8     |